# Canon EOS 30D
Canon EOS 30D — цифровий дзеркальний фотоапарат просунутого аматорського, або напівпрофесійного рівня серії EOS компанії Canon. Вперше анонсований 21 лютого 2006 року. Вийшов на заміну Canon EOS 20D. Наступна модель цього рівня — Canon EOS 40D.

## Особливості порівняно з попередньою моделлюCanon EOS 20D

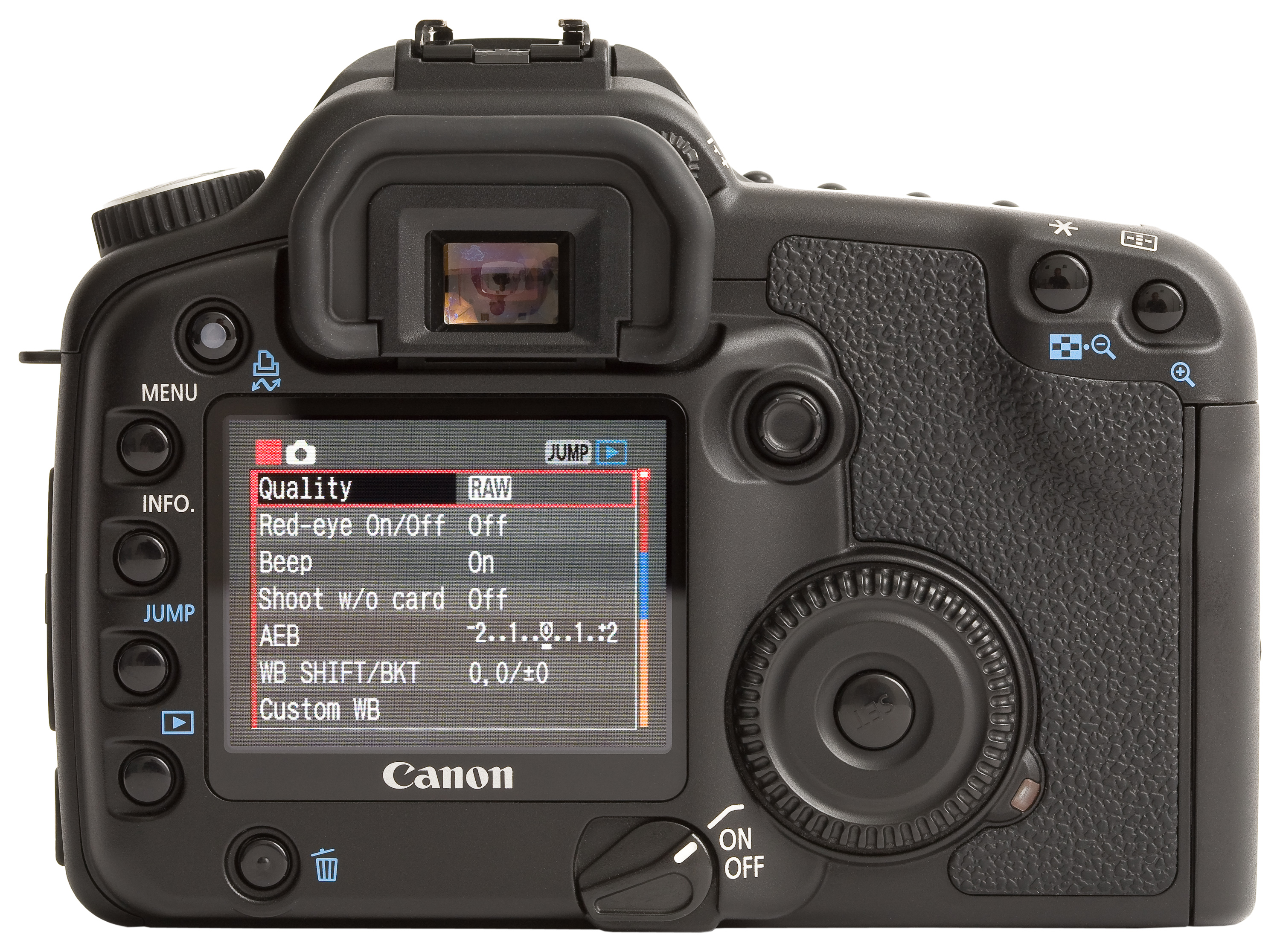
Зворотня сторона камери Canon EOS 30D

30D має таку ж роздільну здатність матриці в 8,2 мегапікселя як і 20D. Залишились ті ж 9 точок автофокусу, такий же діапазон ISO, такий же процесор Digic II.
Однак, існують також і відмінності від попередника:
- Більший 2,5-дюймовий дисплей;
- Покращений механізм затвора, розрахований на 100 тис. спрацювань;
- Додався точковий експозамір;
- Можливість установки ISO з кроком ⅓ EV;
- З'явилось два режими серійної зйомки: 5 і 3 кадри в секунду;
- Буфер зберігання кадрів — 11 кадрів в RAW та 30 в JPEG проти 6 та 23 в попередньої моделі;
- Менший час ввімкнення камери 0,15 с;
- Покращений алгоритм автофокусу;
- Можливість зберігання до 9999 файлів зображень у одній теці;
- Здатність підтримувати бездротовий передавач файлів WFT-E1/E1A.

## Роздільна здатність
Canon EOS 30D має такі настройки роздільної здатності:
- Raw CR2 формат (3504 x 2336)
- Large/Fine (3504 x 2336)
- Large/Normal (3504 x 2336)
- Middle/Fine (2544 x 1696)
- Middle/Normal (2544 x 1696)
- Small/Fine (1728 x 1152)
- Small/Normal (1728 x 1152)
- (Також є шість варіантів вибору розширення для JPEG+Raw такі самі як перші шість але з додаванням Raw файлу з окремим розширенням .cr2).